# Bella Poarch
Taylor Denarie, també coneguda pel pseudònim Bella Poarch (Manila, 9 de febrer de 1997) és una cantant, celebritat d'internet i tiktoker filipina nacionalitzada estatunidenca. En maig de 2021, publicà el seu primer senzill «Build a Bitch» amb la discogràfica Warner Records.

## Biografia

### Inicis
Denarie va néixer el 9 de febrer de 1997 a Manila, Filipines. La seva família es va mudar a Texas quan ella tenia 14 anys. Als 14 anys es va mudar a Texas amb la seva família. Va fer servei en l'Armada dels Estats Units i estant destinada al Japó durant diversos anys. Denarie va declarar que va unir-se a l'Armada dels Estats Units era per un sentiment de llibertat, retirant-se d'aquest per un trastorn depressiu. En una entrevista amb Vogue confessà que va ser víctima de racisme i discriminació pel seu origen asiàtic quan vivia a Amèrica del Nord.
Té el vídeo amb més likes en TikTok, en el qual fa play-back sobre la cançó «Soph Aspin Send» de la rapera britànica Millie B. Va signar un contracte d'enregistrament de música amb Warner Records.

### Carrera musical
Denarie va participar com a part de la trama del videolcip pel senzill «Cirque» del cantant estatunidenc Sub Urban, que es publicà en març de 2021.
Dos mesos després llença el seu senzill debut "Build a Bitch". El videoclip fou descrit per Billboard com "una porció audaç i obscurament còmica del pop de la nova escola", en col·laboració amb Sub Urban en la producció i composició. En el vídeo hi participen personalitats notables d'Internet, com Valkyrae, Mia Khalifa, Bretman Rock i ZHC.
L’agost de 2021 estrena «Inferno» com el segon senzill del seu EP debut Dolls i el senzill principal de l'àlbum d'estudi debut de Sub Urban, Hive.
En un comunicat als comentaris YouTube, Bella Poarch va incloure un avís per al vídeo musical. Ella va escriure:
| « | "Com a víctima d'agressió sexual, aquesta cançó i aquest video significan molt per a mí. Això és una cosa que encara no estava preparada per compartir amb vosaltres. És molt difícil per a mí parlar d'això. Però ara estic llesta. Vaig decidir expressar-me creant una cançó i video amb Sub Urban basat en com desitjava que fos la meva experiència. És una fantasia que desitjaria que fos realitat. Tinc moltes ganes de compartir això amb tots vosaltres". | » |

En les revistes, Billboard i Vogue, Poarch anomena a Prince, Dua Lipa, Madonna, Miku Hatsune i la cultura japonesa com les seves inspiracions musicals. Poarch va ser qüestionada per passar del món del TikTok al món musical, al que el va comentar:
| « | La música és una cosa que em prenc seriosament i és un somni fet realitat. Ho vaig manifestar i em vaig dir a mi mateixa, no importa com arribi allà, arribaré. Definitivament hi ha molts aspectes negatius: no m’afavoreix que comencés com a una influencer i la gent pensa que estic començant a fer música quan, en realitat, ho he estat fent tota la meva vida. I se que recentment hi ha molt odi i negativitat sobre els TikTokers que fan música. Però realment, no m'importa gens. Només faig el que m'encanta fer. | » |
| — Bella Poarch en TikTok Star-Turned-Musician Bella Poarch on the Impossibility of Beauty Standards and the Value of Therapy de Vogue, 14 de mayo de 2021. | |   |

### Modelatje
Poarch va participar com a model de la revista japonesa FLJ Magazine.

## Discografia
• SINGLES
| Títol           | Any  | Àlbum           |
| --------------- | ---- | --------------- |
| «Build a Bitch» | 2021 | Dolls EP        |
| «Inferno»       | 2021 | Hive i Dolls EP |
| «Dolls»         | 2022 | Dolls EP        |

• EP
| Títol      | Any  |
| ---------- | ---- |
| «Dolls EP» | 2022 |

## Controvèrsies
Denarie fou criticada per tenir un tatuatge similar al Kyokujitsu-ki. El tatuatge específic era un símbol de l'imperialisme japonès que resulta ofensiu per als coreans. Al setembre de 2020, es va disculpar i ho va deixar de mostrar, modificant el tatuatge.
Bella Poarch va ser acusada també de racsime junt amb un dels seus amics de pell clara per dir-li amb el sobrenom de Harambe, en referència a un goril·la assassinat. Denaire aclarí que aquest sobrenom era el que el seu amic tenia a l'exèrcit, que significa «saviesa en la caça» en idioma suajili, i que no tenia cap intenció racista.